# Слюсаренко Федір Павлович
Федір Павлович Слюсаренко (1886, Черкаси — 9 травня 1958, Прага) — український класичний філолог, історик і педагог родом з Черкас. По закінченні університету в Петербурзі учителював там у гімназії й активно працював в українській громаді. 1918-19 у Києві, згодом на еміграції у Відні й Празі, де став доцентом, пізніше професором УВУ та Українського Педагогічного інституту. Помер у Празі. Слюсаренко автор низки розвідок і статей з античної історії Греції й України, друкованих головнио у збірниках УВУ й Українського історичного філологічного товариства.
- Група професорів Українського вільного університету у Празі, 1926. Федір Слюсаренко — 6-й зліва у третьому ряду.